# Codorna-amarela
Codorna-amarela (nome científico: Nothura maculosa) é uma espécie de ave pertencente à família dos tinamídeos. Na natureza, ocorre no Brasil, Paraguai, Uruguai e leste e norte da Argentina. Ao longo dessas áreas de ocorrência, existem diversas subespécies.
Também é conhecida popularmente como codorna, codorna-comum, codorniz, inhambuí, espanta-boiada, perdiz e perdizinho.

## Taxonomia
Coenraad Jacob Temminck descreveu pela primeira vez a codorna-amarela a partir de um espécime coletado no Paraguai, em 1815. Seu nome popular em língua inglesa é "Spotted nothura".

### Subespécies
Há atualmente 9 subespécies reconhecidas de codorna-amarela.
- N. m. maculosa
- N. m. major
- N. m. nigroguttata
- N. m. cearensis - ocorre no nordeste do Brasil; no sul do estado do Ceará.[6]
- N. m. paludivaga - ocorre na região central do Paraguai e centro-norte da Argentina.[6]
- N. m. annectens
- N. m. submontana
- N. m. pallida
- N. m. chacoensis

## Descrição
A ave mede 25,5 cm e pesa 250 g. A fêmea é ligeiramente maior que o macho. Tem uma aparência variável, com as as partes superiores às vezes muito escuras.

## Ecologia e comportamento

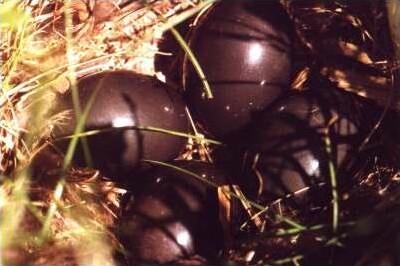
Uma ninhada de avos de codorna-amarela.

A vocalização da espécie é uma série de notas breves e agudas, geralmente emitidas em resposta ao chamado de outras aves. As populações podem ser muito densas em uma região favorável, com até um indivíduo por hectare.

### Dieta
A dieta da codorna-amarela é composta de alimentos de origem vegetal e animal. Na Argentina, predomina o consumo de insetos em relação a plantas, mas em outros lugares se alimentam principalmente de sementes, incluindo as de pastagens, culturas agrícolas e ervas daninhas.

### Reprodução
A espécie tem uma elevada taxa de reprodução; as fêmeas amadurecem sexualmente aos dois meses de idade e são capazes de gerar de 5 a 6 filhotes em um ano. Os machos levam mais tempo para amadurecer, ou pelo menos para construir ninhos. A exemplo do que acontece com outros tinamídeos, os machos de codorna-amarela são os responsáveis pela incubação e cuidado com os filhotes, atraindo muitas vezes mais de uma fêmea para pôr num mesmo ninho.

## Relação com humanos
É uma ave de caça muito popular em sua área de ocorrência.